# Carver
Carver — нидерландская компания-автопроизводитель из города Леуварден. Известна созданием трёхколёсных транспортных средств с наклоняемым кузовом.  Первые продажи Carver One в 2007 году.

## История
В 1990-x годах исследования компании-производителя Brink Dynamics показали, что в подавляющем большинстве автомобилей находится два пассажира или меньше, в связи с чем было принято решение развивать направление небольших транспортных средств.
По заявлениям система Dynamic Vehicle Control (DVC), обеспечивающая наклон до 45 градусов на высокой скорости позволяет сочетать маневренность мотоцикла со стабильным положением на дороге как у машины.
- Carver One спереди
- Carver One сзади

Первые 500 экземпляров Carver One были поставлены покупателям в 2007 году. Модель стоила 35 тысяч долларов и не нашла значительного спроса. В то время автомобиль приобрел международную известность благодаря средствам массовой информации, включая популярную программу Top Gear. В 2009 году компания обанкротилась, однако сохранила патенты на технологию DVC. В последующие годы технология наклона поставлялась многим компаниям, например, для PAL-V, летающего автомобиля на базе Carver.
После банкротства компания была возрождена и в 2018 году представила электрическую модель Carver с двумя моторами, максимальной скоростью 48 км/ч и запасом хода до 96 км, однако уже в 2024 снова подала на банкротство.